# Râul Boboșița
Râul Boboșița este un curs de apă, afluent al râului Valea Nouă. 

## Hărți
- Harta munții Apuseni